# Юньчик (герб)

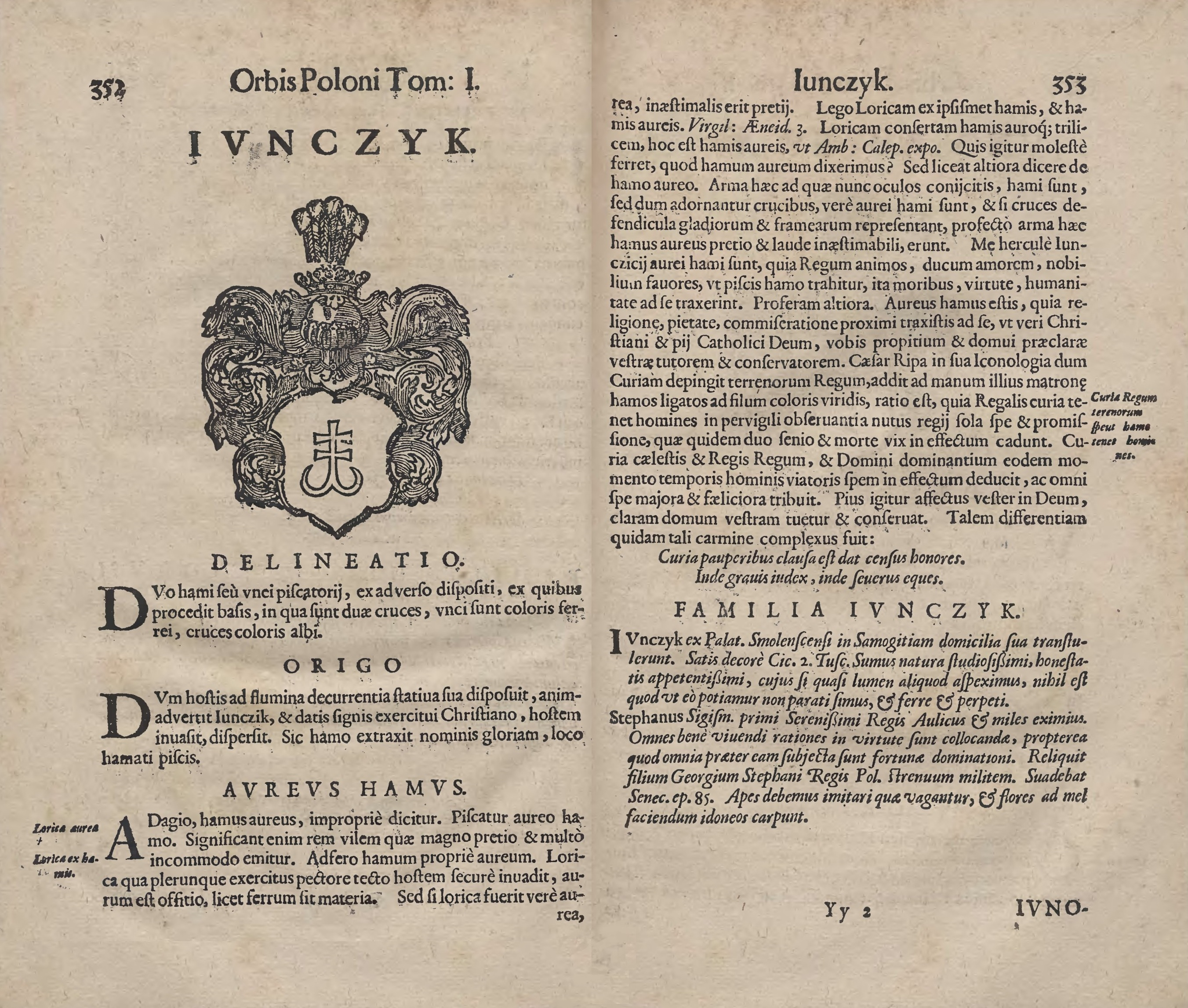
Герб Юнчик в гербовнике Симона Окольского «Orbis Polonus 1641»

Герб Юньчик II

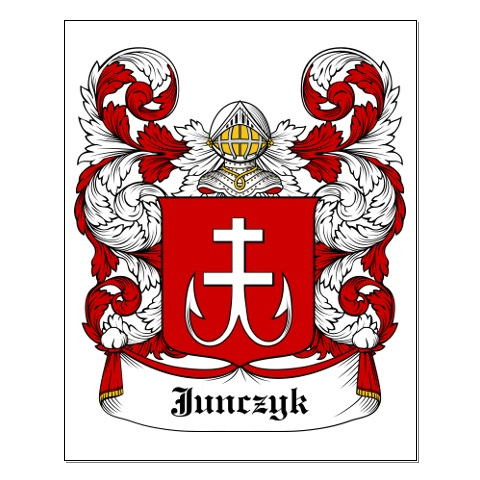
Герб Юнчик

Ю́ньчик или Ю́нчик (польск. Juńczyk, Junczyk, Iunczyk) — польский дворянский герб.

## Описание герба
В красном поле серебряный якорь с двумя лапами, на которых он и стоит, или, по объяснению других, два рыболовных крючка, обращённых в противоположные стороны и прикреплённых к шесту, который оканчивается двумя белыми крестами. На шлеме пять страусовых перьев.

### Разновидность
Юньчик II:
(В красном поле латинский крест, вырванный в ус, серебро. Нашлемник: три страусиных пера.)

## Происхождение герба и легенда
Начало герба относят к XIII веку.
Симон Окольский в своем гербовнике под названием «Orbis Polonus» 1641 года описывает герб Юнчик и приводит следующую легенду о гербе:
Dum hostis flumina decurrentia statiua sua disposuit, animadvertit Iunczik, & datis signis exercitui Christiano, hostem inuafit, dispersit. Sic hamo extraxit nominis gloriam, loco hamati piscis.Szymon Okolski, Orbis Polonus
что переводится, как:
Пока враг ставил свои посты вдоль реки, Юнчик, увидев их, подал сигнал христианскому войску, помогая разгромить и рассеять врага. Таким образом, вместо рыбы он поймал на крючок славу своего имени.Симон Окольский, Orbis Polonus
Каспер Несецкий в четвёртом томе своей работы под названием «Herbarz Polski», опубликованной в 1839 году Яном Непомуценом Бобровичем, описывает герб Юнчик и приводит следующую легенду о гербе:
Początek tego herbu ztąd zakładają, że Junczyk odważny żołnierz, skoro tylko wojsko nieprzyjacielskie, nad rzeką obóz swój położyło, zaraz dawszy znać wojsku Chrześcijańskiemu, sam na Poganów natarł, i z pomocą drugich, rozproszył. Za co mu tym kształtem herb nadany. Sukcessorowie jego, z Smoleńskiego wynieśli się do Żmudzi. Z tych był Stefan Junczyk, dworzanin królewski u Zygmunta Augusta, zostawił syna Jerzego, żołnierza odważnego, za Króla Stefana. Junczyk drugi, to jest, są na Wołyniu niektórzy, którzy podobnego temuż, herbu zażywają, z tą tylko różnicą, że krzyż poprzeczny jeden tylko kładą, nie dwa, jak się wyżej mówiło.Kasper Niesiecki, Herbarz Polski, tom IV
что переводится, как:
Происхождение этого герба из этого предполагают, что Юнчик, храбрый воин, как только вражеское войско разбило свой лагерь на реке, немедленно оповестив христианское войско, сам напал на язычников и с помощью других разогнали их. Поетому ему дали этот герб. Его преемники переехали из Смоленского (Воеводства) в Жемайтию. Среди них был Стефан Юнчик, королевский придворный у Сигизмунда Августа, он оставил своего сына Ежиго храброго солдата, королю Стефану (Баториему). Второй Юнчик (разновидность герба), то есть на Волыни есть такие, которые используют аналогичный герб, с той лишь разницей, что у них только один крест, а не два, как говорилось выше.Каспер Несецкий, Herbarz Polski, tom IV
Александр Лакиер в своей работе 1855 года под названием Российская геральдика в разделе, посвященном польской геральдике, описывает герб Юньчик и приводит следующую легенду о гербе:
...Начало этой эмблемы, равно как многих других, кроется во временах язычества и борьбы его с христианством. Рассказывают, что в одну битву, когда неприятель был расположен с своими силами на берегу реки, некто Юньчик, дав знать о том христианскому войску, привел его на врага и, победив его, поймал как бы на уду. В память того Юньчику пожалован описанный герб.Александр Борисович Лакиер, Русская Геральдика [§ 91. Окончание параграфа; гербы: Помян-Ястржембец] номер: 268
Хиполит Ступницкий в первом томе своего труда под названием «Herbarz polski i imionospis zasłużonych w Polsce ludzi wszystkich stanów i czasów wydanego» опубликованным в 1855 году во Львове описывает герб Юньчик и приводит следующую гербовую легенду:
W polu czerwonem są niby dwa haki na kształt kotwicy, której rękojeść prosto do góry wystająca, przedstawia dwa krzyże jeden nad drugim, na hełmie zaś pięć piór strusich. Początek herbu tego opisują autorowie: w wojnie z poganami, gdy wojsko nieprzyjacielskie w pewnem miejscu nad rzeką obozem się rozłożyło, toć Juńczyk, waleczny żołnierz dawszy o tem znać zastępom Chrześciańskim, które natarłszy z nim na Poganów, rozproszyli ich zupełnie, za co w nagrodę herb tym kształtem został mi nadany. Jeden tego nazwiska Jerzy, wsławił się odwagą w bojach za króla Stefana. Tym herbem pieczętują się Boguszewski, Bolbas, Juńczyk, Krzyżnowski i Waśkiewicz. Są Junczycy i na Wołyniu, którzy tego samego herbu używają z tą odmianą, że zamiast dwóch, jeden tylko krzyż mają na kotwicy.Hipolit Stupnicki, Herbarz polski i imionospis zasłużonych w Polsce ludzi wszystkich stanów i czasów wydanego, tom I
что переводится, как:
В красном поле два крючка в форме якоря, ручка которого, торчащая вверх, представляет собой два креста один над другим, а на шлеме пять страусиных перьев. Истоки этого герба описаны авторами: в войне с язычниками, когда вражеское войско расположилось лагерем в определенном месте у реки, именно Юньчик, храбрый воин, сообщил христианским войскам, которые атаковали язычники с ним совершенно рассеяли их, и в награду мне придали гербу такую форму. Один из этого рода, Ежи, славился своей храбростью в сражениях при короле Стефане. Этот герб используют Богушевский, Болбас, Юньчик, Кшижновский и Вашкевич. Есть Юнчики и на Волыни, которые используют тот же герб с той вариацией, что вместо двух у них на якоре только один крест.Хиполит Ступницкий, Herbarz polski i imionospis zasłużonych w Polsce ludzi wszystkich stanów i czasów wydanego, tom I

## Роды — носители герба
- Герб Юньчик

Апостолы (Apostoł), Богушевские (Boguszewski/Bohuszewski), Болеславские (Bolesławski), Болдык (Bołdyk), Болдыш (Bołdysz), Энчик (Enczyk), Флёдзыньские (Flodzyński), Гомонтовичи (Gomontowicz), Инчик (Inczyk), Юцевичи (Jucewicz), Юцовичи (Jucowicz), Юньчик (Juńczyk), Юньские (Juński), Петрыковские, (Pietrykowski), Петшиковские (Pietrzykowski), Ростоцкие (Rostocki), Ростовские (Rostowski) Скрутковские (Skrutkowski), Шульце (Szulce), Шулецкие (Szulecki), Вабищевичи (Wabiszczewicz).
- Герб Юньчик II

Богушевские (Boguszewski), Больбас (Bolbas), Голуб (Gołub), Кшижановский (Krzyżanowski), Ростовский, (Rostowski), Турковский (Turkowski).